# Ralf Schermuly
Ralf Schermuly est un acteur allemand, né le 20 avril 1942 à Gelsenkirchen et mort le 2 juin 2017 à Berlin.

## Biographie
Schermuly a reçu sa formation d’acteur de 1959 à 1962 à la Folkwangschule d’Essen. De 1962 à 1964, il est engagé au Wuppertaler Bühnen, de 1964 à 1968 au Staatliche Schauspielbühnen Berlin et de 1969 à 1975 au Thalia Theater de Hambourg.
Depuis lors, il est un acteur indépendant qui a fait des apparitions sur de nombreuses scènes. Il a fait ses débuts de metteur en scène au Thalia Theater en 1981 avec le public de Václav Havel. 
Schermuly a également été vu plus fréquemment à la télévision, en particulier dans les séries policières Der Kommissar, Der Alte et Derrick, produites par Helmut Ringelmann pour ZDF.

## Filmographie succincte

### Cinéma
- 1970 : Unter den Dächern von St. Pauli : Harry[4]
- 1975 : Der Strick um den Hals : Jacques von Beaucoran[5]
- 1998 : Das Miststück[6]
- 2000 : Autsch, Du Fröhliche : le Père Noël[7]
- 2008 : Une femme à Berlin : Le libraire[8]

### Télévision
- 1969 : Der Kommissar (épisode Die Waggonspringer)[9]
- 1971 : Der Kommissar (épisode Lagankes Verwandte)[10]
- 1974 : Der Kommissar (épisode Drei Brüder)[11]
- 1975 : Inspecteur Derrick (épisode La valise de Salzbourg) : Scharwedder[12]
- 1977 : Inspecteur Derrick (épisode Responsabilité partagée) : Eberhard Horre[13]
- 1978 : Le Renard (épisode Attentat)[14]
- 1984 : Inspecteur Derrick (épisode Le meilleur de la classe) : Dr Wolfgang Anders[15]
- 1986 : Inspecteur Derrick (épisode Le témoin oculaire) : Le bijoutier Masoni[16]
- 1987 : Le Renard (épisode Comment la vie se déroule)[17]
- 1988 : Le Renard (épisode La mort vient rarement seule)[18]
- 1991 : Le Renard (épisode Amour et mort)[19]
- 1993 : Inspecteur Derrick (épisode Un objet de désir) : Kieler[20]
- 1995 : Inspecteur Derrick (épisode Le don de soi) : Dr Kirchheimer[21]
- 1995 : Le Renard (épisode C’était l’enfer)[22]
- 1995 : Bella Block[23]
- 1996 : Inspecteur Derrick (épisode La chambre vide) : Karl Luserke[24]
- 1997 : Rosa Roth – Berlin[25]
- 1999 : Le Renard (épisode Trois coups de feu dans le cœur)[26]